# Domenico Pozzovivo
Domenico Pozzovivo (Policoro, 30 de noviembre de 1982) es un ciclista italiano que fue profesional entre 2005 y 2024.

## Carrera
Destacado escalador, es profesional desde 2005 cuando debutó en el equipo Colnago-CSF Inox, equipo con el que consiguió su triunfo más importante como profesional, que fue en la 8.ª etapa del Giro de Italia 2012, una etapa de montaña con meta en Lago Laceno. Además, ese mismo año acabó en una meritoria 8.ª plaza en la general final. 
Para 2013 fichó por el Ag2r La Mondiale como claro jefe de filas para suplir la baja de Nicolas Roche que fichó por el Saxo Bank. Logró grandísimos resultados en las grandes vueltas, siendo 10.º en el Giro de Italia y 6.º en su debut en la Vuelta a España. 
En 2014 completó su mejor Giro de Italia al meterse por primera vez en el top 5. 2015 fue, sin embargo, una temporada mala para Pozzovivo, ya que aunque consiguió buenos victorias de etapa en la Volta a Cataluña y en el Giro del Trentino, tuvo que abandonar en el Giro tras una dura caída y tan solo pudo ser 11.º en la Vuelta.
No realizó un buen Giro de Italia 2016, al acabar 20.º y esa misma temporada, a sus 33 años, debutó en el Tour de Francia como gregario para Romain Bardet.

## Palmarés
2009
- 1 etapa de la Semana Lombarda

2010
- 1 etapa del Giro del Trentino
- Brixia Tour, más 2 etapas

2011
- 1 etapa del Brixia Tour

2012
- Giro del Trentino, más 1 etapa
- 1 etapa del Giro de Italia
- 1 etapa del Tour de Eslovenia

2015
- 1 etapa de la Volta a Cataluña
- 1 etapa del Giro del Trentino

2017
- 1 etapa de la Vuelta a Suiza

2018
- 3.º en el Campeonato de Italia en Ruta

## Resultados en Grandes Vueltas y Campeonatos del Mundo
| Carrera         | Carrera         | 2005 | 2006 | 2007 | 2008 | 2009 | 2010 | 2011 | 2012 | 2013 | 2014 | 2015 | 2016 | 2017 | 2018 | 2019 | 2020 | 2021 | 2022 | 2023 | 2024 |
| --------------- | --------------- | ---- | ---- | ---- | ---- | ---- | ---- | ---- | ---- | ---- | ---- | ---- | ---- | ---- | ---- | ---- | ---- | ---- | ---- | ---- | ---- |
|                 | Giro de Italia  | Ab.  | —    | 17.º | 9.º  | —    | Ab.  | Ab.  | 8.º  | 10.º | 5.º  | Ab.  | 20.º | 6.º  | 5.º  | 19.º | 11.º | Ab.  | 8.º  | Ab.  | 20.º |
|                 | Tour de Francia | —    | —    | —    | —    | —    | —    | —    | —    | —    | —    | —    | 33.º | —    | 18.º | —    | Ab.  | —    | —    | —    | —    |
|                 | Vuelta a España | —    | —    | —    | —    | —    | —    | —    | —    | 6.º  | —    | 11.º | —    | Ab.  | —    | —    | —    | —    | Ab.  | —    | —    |
| Mundial en Ruta | Mundial en Ruta | —    | —    | —    | —    | —    | —    | —    | —    | —    | —    | —    | —    | —    | 21.º | —    | —    | —    | —    | —    | —    |

-: no participa 

F. c.: descalificado por "fuera de control"

Ab.: abandono

## Equipos
- Ceramica Panaria/CSF Group/Colnago (2005-2012)
  - Ceramica Panaria-Navigare (2007)
  - CSF Group-Navigare (2008-2009)
  - Colnago-CSF Inox (2010-2013)
- AG2R La Mondiale (2013-2017)
- Bahrain Merida (2018-2019)
- NTT/Qhubeka[3] (2020-2021)
  - NTT Pro Cycling (2020)
  - Team Qhubeka ASSOS (01.2021-06.2021)
  - Team Qhubeka NextHash (06.2021-12.2021)
- Intermarché-Wanty-Gobert Matériaux (2022)[4]
- Israel-Premier Tech (2023)[5]
- VF Group Bardiani-CSF Faizanè (2024)[6]